# Michael Jansen (Künstler)

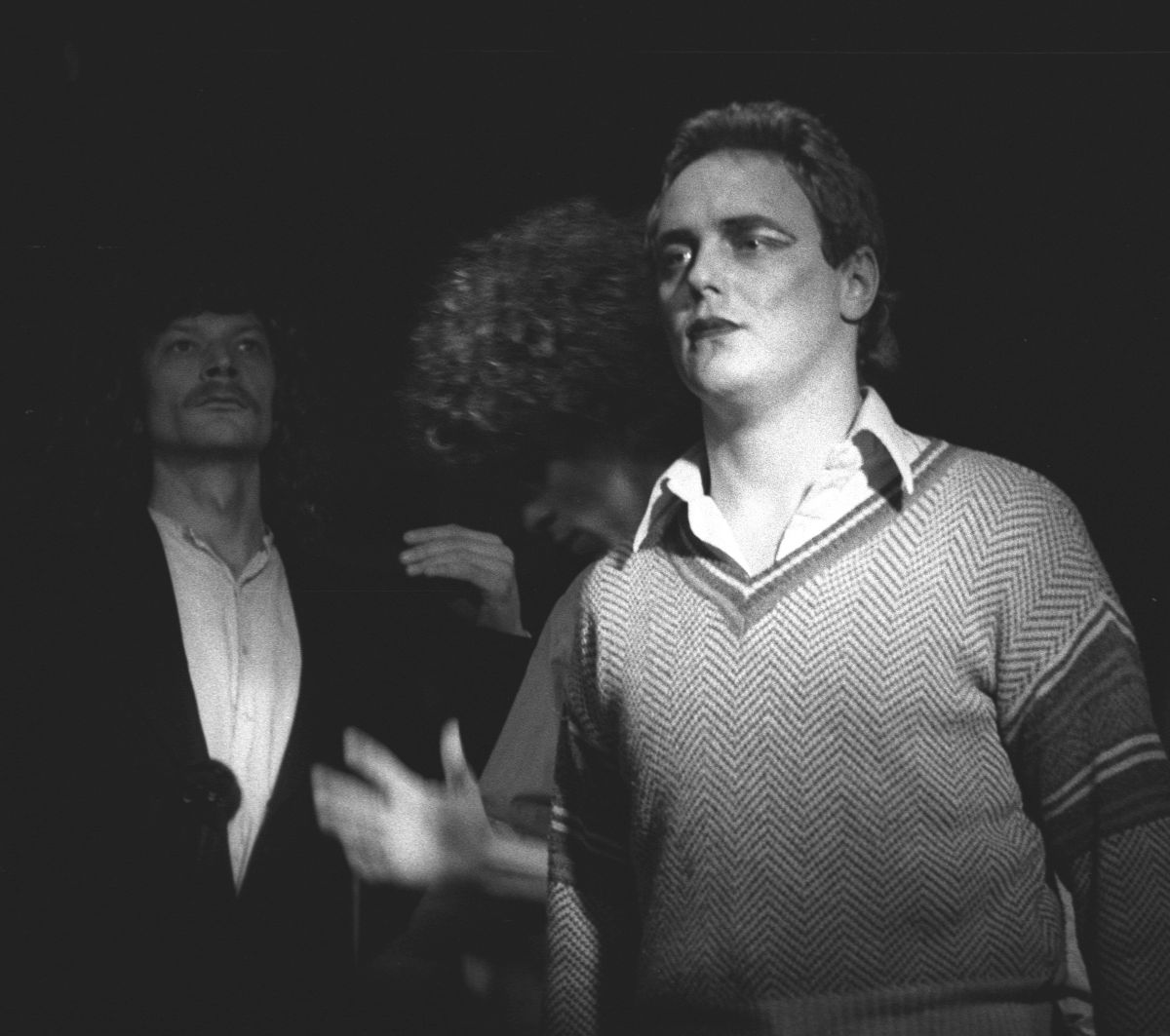
Mike Jansen mit padlt noidlt im „Logo“ in Hamburg, Januar 1980

Michael „Mike“ Jansen (* 28. Dezember 1951 in Bochum) ist ein bildender Künstler und Komponist.

## Biografie
Michael Jansen war Assistenz- und Meisterschüler von Kurt Link. Danach arbeitete er zusammen mit Joseph Beuys an „Raum 3, die ganze deutsche Nachkriegslyrik…“. Sein Wirken an der Freien Internationalen Universität (FIU) und seine Zusammenarbeit mit John Cage haben Jansen beeinflusst und seine künstlerischen Intentionen befördert. Jansen hatte Gastprofessuren an der Hochschule für Künste, Bremen (Freie Kunst/Intermedien) und am Centre Europeen d’Art Contemporain, Vallauris.
Jansen trat auch als Pianist und Elektroniker in Erscheinung, vor allem bei padlt noidlt (mit Frank Köllges, Mike Hentz, Andreas Brüning); 1980 konzertierte er mit John Cage im besetzten Stollwerck-Gebäude.
Jansen lebt und arbeitet in Düsseldorf, Belgien und Österreich.

## Ausstellungen (Auswahl)
- 1997 „Orientexpress“: Landesmuseum Volk und Wirtschaft, Düsseldorf
- 1999 Künstlerverein Malkasten Düsseldorf, „von unten nach oben“ (EA)
- 2005 „mein europa“, Rumänisches Kulturinstitut, Berlin
- 2005–06 „Niemandsland“, Ausstellungsreihe Düsseldorf, Weimar, Barcelona, Kampala (Uganda),
- 2007 Extrahart - Künstlermesse Köln
- 2007 „MetroMusic“ – Ausstellungs-Event in Miami, Florida.
- 2009–10 Gulf Projects